# Alexandre Cirici
Pour les articles homonymes, voir Pellicer.
 (juillet 2025).
Si vous disposez d'ouvrages ou d'articles de référence ou si vous connaissez des sites web de qualité traitant du thème abordé ici, merci de compléter l'article en donnant les références utiles à sa vérifiabilité et en les liant à la section « Notes et références ».
Œuvres principales
- L'art català contemporani
- Miró llegit

Alexandre Cirici i Pellicer, né à Barcelone le 24 juin 1914 et mort dans la même ville le 10 janvier 1983 , est un écrivain, homme politique et critique d'art espagnol d'expression catalane.

## Biographie
Il commence ses études d'architecture à l'Université autonome de Barcelone en 1935.
Aussitôt la Guerre civile espagnole terminée, en 1939, il s'exile à Montpellier, où il étudie l'histoire de l'art, puis à Paris.
Il revient à Barcelone en 1941 et y obtient un doctorat en Histoire en 1971. Il est professeur de design et de sociologie à l'Université autonome de Barcelone, avant de devenir professeur titulaire d'Histoire générale de l'Art en 1981.
Il illustre également des livres et se consacre à la peinture. Il devient critique d'art pour les revues Ariel et Serra d'Or, et collabore comme technicien artistique dans des agences de publicité. Sa participation dans la diffusion du modernisme catalan et en particulier de Picasso, Joan Miró et Antoni Tàpies est importante. Il le fait principalement au travers de ses travaux dans la revue Serra d'Or, où il a d'abord une section propre, puis intègre le conseil de rédaction. Ses études sur l'art ont été traduites en plusieurs langues et constituent des œuvres de référence.
Au-delà de sa réflexion érudite sur l'art, Cirici i Pellicer est également remarquable dans d'autres activités, telles que la publicité, le professorat et la politique. 
Sur le terrain de cette dernière, il prend activement part à la création de l'Assemblée de Catalogne et du Parti des socialistes de Catalogne. C'est avec ce parti qu'il sera élu sénateur lors des élections générales de 1977, 1979 et 1982.

## Œuvre

### Critique d'art
- 1946 : Picasso antes de Picasso
- 1947 : El tron de la Mare de Déu de Montserrat
- 1951 : El arte modernista catalán
- 1954 : Tàpies o la transverberació
- 1955 : L'arquitectura catalana
- 1957 : L'escultura catalana
- 1968 : Els catalans. Els artistes
- 1970 :
  - L'art català contemporani
  - Miró llegit: una aproximació estructural a l'obra de Joan Miró
  - Tàpies: testimoni del silenci
- 1971 :
  - La arquitectura de Rogent
  - Barcelona pam a pam
  - La estética del franquismo
- 1973 : Barcelona ciutat d'art
- 1985 : Queralbs

### Mémoires
- 1972 : Nen, no t'enfilis
- 1973 : El temps barrat
- 1976 : A cor batent
- 1977 : Les hores clares

## Prix et reconnaissance
- 1970 : Prix Lletra d'Or, pour L'art català contemporani
- 1971 : Prix de la critique Serra d'Or, pour L'art català contemporani
- 1972 :
  - Prix de la critique Serra d'Or, pour Miró llegit : una aproximació estructural a l'obra de Joan Miró
  - Premi Josep Pla de narrativa (ca), pour El temps barrat

## Élèves
- Ferran García Sevilla.